# 周晉 (嘉靖舉人)
周晉（1522年—？），字司昭，號蓮澤，山東萊州府掖县軍籍，明朝政治人物。

## 生平
治《诗经》，嘉靖四十年（1561年）辛酉科山東鄉試第五十四名舉人。萬曆二年（1574年）甲戌授陕西邠州知州，五年丁丑升河南開封府同知。

## 家族
曾祖周均讓，壽官。祖周冕。父周命，贈奉政大夫河南開封府同知。母田氏，封太宜人。永感下。

## 引用
1. ↑  （明）张朝瑞. . 《续修四库全书》史部第828册.
2. ↑  鲁小俊，江俊伟著. . 武汉：武汉大学出版社. 2009. ISBN 978-7-307-07043-1.
3. ↑  《山東辛酉科同年齒録》
4. ↑  龚延明主编. . 宁波: 宁波出版社. 2016. ISBN 978-7-5526-2320-8. 《天一閣藏明代科舉錄選刊.鄉試錄》

- 《山东通志》